# Климов, Олег (журналист)
Олег Климов (бел. Алег Клімаў) (род. 24 декабря 1964, Ленинск, Казахстан) — белорусский музыкальный журналист и критик, телеведущий.

## Биография
Родился в 1964 году в Ленинске (Казахстан). В 1988 году окончил филиал «Восход» Московского авиационного института. В 1988—1993 годах работал на Минском заводе вычислительной техники имени Г. К. Орджоникидзе. Затем два года занимался частным предпринимательством.
С 1995 года начинается карьера журналиста: Климов пишет статьи в журналы «Несси», «Золотая орхидея». В 1997 году переходит в штат «Музыкальной газеты» и уже через два года закрепляется в должности шеф-редактора издания, где оставался до закрытия газеты в 2007 году, временами пишет под псевдонимом «О’К». Параллельно с этим в 2003—2009 годах был шеф-редактором журнала «НОТ-7».
В то же время работал на белорусском телевидении ведущим музыкального соревнования «Global Battle of the Bands» (2006—2007 годы), был редактором шоу «Звёздный ринг» на канале «СТВ» (2009—2010 годы).
Известность Климову принесло сотрудничество с музыкальным порталом «Experty.by», где он был штатным критиком на протяжении 2008—2013 годов. Параллельно с этим в 2009—2012 годах писал колонки для «Советской Белоруссии», в 2006—2013 годах — для «БелаПАН». С 2013 года пишет в газете «Культура».
В 2011 году получил музыкальную премию «Ліра» как «Лучший журналист».

## Оценки
Вецер Мэханiчны, сооснователь портала «Tuzin.fm», во время интервью с Ольгой Самусик из «Музыкальной газеты» в 2005 году причислил Климова к числу «ведущих музыкальных журналистов и критиков».
Татьяна Замировская дала в 2008 году в своей колонке на «БелаПАН» такую оценку творцу, который и после закрытия «Музыкальной газеты» продолжил заниматься музыкальной журналистикой: «Остался один неизменный Олег Климов. Я искренне им восхищаюсь, но боюсь, что лично у меня к его возрасту будет намного меньше душевной стойкости и адекватности».
Рецензия Климова на альбом Лючаны «Улечу…» была названа лучшей за 2008 год по версии лейбла «West Records».
В 2011 году на вопрос Дмитрия Бояровича с «Ultra-music.com» про знатных музыкальных критиков Павел Свердлов, редактор Европейского радио для Беларуси, среди других отметил и Олега Климова, потому что тот «достойно пишет про музыку».
Татьяна Мушинская из журнала «Мастацтва» размышляла про стиль автора по случаю получения премии «Ліра» в 2012 году: «Публикации Климова лично мне больше напоминают светскую хронику, малость разбавленную журналистскими сентенциями».